# Oststaat-Plan
Der Oststaat-Plan wurde nach dem Ersten Weltkrieg von Adolf von Batocki entwickelt, um die deutsche Souveränität über die preußischen Ostprovinzen trotz der polnischen Gebietsforderungen nach der Unabhängigkeit Polens 1918 zu sichern. Er scheiterte am Widerstand der Reichsregierung.

## Hintergrund
Nach dem verlorenen Ersten Weltkrieg wurde im Oktober 1918 die Absicht polnischer Politiker (Dmowski) bekannt, im Friedensvertrag die Abtretung großer Gebiete zu verlangen. Als Ende Dezember 1918 der Posener Aufstand ausbrach und polnische Einheiten das Land besetzten, hatte die seit der Novemberrevolution destabilisierte deutsche Reichsregierung dem nichts entgegenzusetzen.
Ostpreußens Oberpräsident Batocki legte daraufhin im Dezember 1918 den Oststaat-Plan vor: Ostpreußen, Westpreußen und der Netzedistrikt sollten zu einem deutschen Bundesstaat zusammengefasst werden und vorübergehend aus dem Reichsverband ausscheiden, um sich losgelöst von den diplomatischen Verpflichtungen und Interessen des Deutschen Reiches mit Polen auseinandersetzen zu können. Posen und Schlesien sollten sich anschließen.
Unterstützt wurde der Oberpräsident vor allem von Rudolf Nadolny, dem Büroleiter des Reichspräsidenten Friedrich Ebert, und von August Winnig.
Winnig war seit November 1918 Generalbevollmächtigter für die besetzten baltischen Länder und hatte die Konstituierung eines baltischen Staates aus Livland, Kurland, Litauen, Ostpreußen und Westpreußen erwogen, der sich an Deutschland anlehnen sollte. Der Plan setzte auf vorangegangene Überlegungen zu einem Vereinigten Baltischen Herzogtum unter Adolf Friedrich zu Mecklenburg auf. In den hektischen Monaten von Januar 1919 bis zur Annahme des Versailler Vertrages ging es vor allem um die Frage, ob ein Oststaat eine polnische Invasion auch ohne Reichshilfe abwehren könnte.
Zu Batocki standen auf ziviler Seite der Oberpräsident von Westpreußen Schnackenburg, die Regierungspräsidenten Matthias von Oppen (Allenstein) und Friedrich von Bülow (Bromberg), Danzigs Oberbürgermeister Heinrich Sahm, Königsbergs Bürgermeister Carl Friedrich Goerdeler und Georg Cleinow, ein führender Mann der Volksräte, die sich in der Provinz Posen zur Bekämpfung polnischer Insurgenten gebildet hatten.
Auf militärischer Seite waren die Kommandeure der in der Ostmark stehenden regulären Truppen zum Kampf bereit. Sie standen unter dem Oberbefehl des Generals Otto von Below, des Kommandierenden Generals des XVII. Armeekorps in Danzig. Mit den Regierungsinstanzen des Reichs und Preußens, mit der Obersten Heeresleitung in Kolberg (General Wilhelm Groener), dem Kriegsminister Walther Reinhardt und deren Stäben wurden zahlreiche Verhandlungen geführt. Als die Truppenverbände einschließlich der örtlichen Volkswehren schließlich 280.000 Mann  meldeten, wünschte die in dieser unübersichtlichen Zeit zurückhaltende Reichsregierung eine Volksabstimmung. Einige Parlamentarier aus dem Osten lehnten sie ab; sie wäre zu schnell anberaumt und daher nicht aussagekräftig.

## Ablehnung
Unklar und entscheidend war, wie die Reichsregierung die Gefährdung der Ostmark wahrnahm. Batocki reiste deshalb am 20. Juni 1919 nach Weimar, wo er von Matthias Erzberger empfangen wurde. Jede Unterstützung der Oststaatbewegung wurde abgelehnt.
Mit diesem Bescheid, der auch von Hindenburg gestützt wurde, trat Batocki in Danzig vor achtzig führende Männer der Bewegung, die auf das Signal zum Angriff warteten: „Es wird nicht gekämpft.“  Für Carl Friedrich Goerdeler, einen Zeugen der  Versammlung, hatte „der schlichte und bescheidene Mann [Batocki] sich die Hochachtung der Männer gewonnen, die in der Sache anderer Meinung waren und geblieben sind.“
Von diesem Scheitern nicht entmutigt, versuchte Batocki im Sinne von Hugo Preuß und Bill Drews, die provinzielle  Selbstverwaltung mit dem Oberpräsidenten und kommunalisierten Landräten zu stärken. Die Regierungspräsidenten sollten entfallen.  Auf Widerstand stieß er beim sozialdemokratischen Ministerpräsidenten Otto Braun und in  Berliner Ministerien, die um ihren Einfluss fürchteten. Immerhin wurde im  Juni 1920 unter Leitung des Osteroder Bürgermeisters Christian Herbst in Berlin ein von der preußischen Staatsregierung unterhaltenes „Ostpreußisches Büro“ eingerichtet, das Ende 1921 unter Friedrich Wilhelm Frankenbach (1884–1942) die offizielle Bezeichnung „Ostpreußische Vertretung beim Reichs- und Staatsministerium“ erhielt. Diese Dienststelle ermöglichte es dem ostpreußischen Oberpräsidenten, alle Entscheidungen zu beeinflussen, die die Zusammenarbeit zwischen Königsberg und Berlin betrafen. 1930 wurde diese Vertretung aufgelöst und in ihren Aufgaben weitgehend durch das Reichskommissariat für die Osthilfe ersetzt.